# The Pirate Bay
The Pirate Bay (TPB) (traduïble com "La Badia del Pirata") és un directori de torrents suec que data del novembre de 2003. The Pirate Bay serveix com a motor de cerca i, alhora, de rastrejador amb el qual es pot cercar qualsevol tipus de contingut multimèdia.
Va ser creat per Gottfrid Svartholm, Fredrik Neij, i Peter Sunde, integrants de l'organització Piratbyrån ("L'Oficina Pirata"), de la qual es van separar el 2004. Ha esdevingut tot un referent al món web des del 2008, una enquesta el va citar en 97è lloc en el rànquing mundial de portals web més freqüentats, després del 'New York Times' (duta a terme per Alexa Internet).
The Pirate Bay ha provocat controvèrsies i discussió sobre aspectes legals de l'intercanvi d'arxius, drets d'autor i llibertats civils i s'ha convertit en una plataforma per a iniciatives polítiques contra les lleis de propietat intel·lectual establertes, així com una figura central en un moviment contra els drets d'autor. El lloc web s'ha enfrontat a diversos tancaments i confiscacions de dominis, canviant a una sèrie de noves adreces web per continuar operant.
L'abril de 2009, els fundadors del lloc web van ser declarats culpables en el judici de Pirate Bay a Suècia per col·laborar en la infracció dels drets d'autor i van ser condemnats a complir un any de presó i pagar una multa. En alguns països, els proveïdors de serveis d'Internet (ISP) han rebut l'ordre de bloquejar l'accés al lloc web. Posteriorment, els llocs web proxy han estat proporcionant-hi accés. Els fundadors Svartholm, Neij i Sunde van ser alliberats el 2015 després de complir condemnes reduïdes.

## Història
The Pirate Bay va ser establert el setembre de 2003 per l'organització sueca contra els drets d'autor Piratbyrån (lit. 'The Piracy Bureau'); ha estat gestionada com una organització separada des de l'octubre de 2004. The Pirate Bay va ser dirigida per primera vegada per Gottfrid Svartholm i Fredrik Neij, que són coneguts pels seus sobrenoms "anakata" i "TiAMO", respectivament. Tots dos han estat acusats d'ajudar a fer disponible contingut amb drets d'autor" per la Motion Picture Association of America. El 31 de maig de 2006, la policia sueca va assaltar i emportar els servidors del lloc web a Estocolm, fet que va provocar tres dies d'inactivitat. The Pirate Bay afirma ser una entitat sense ànim de lucre amb seu a les Seychelles; però, això es discuteix.
The Pirate Bay ha estat involucrat en una sèrie de demandes, tant com a demandant com a demandat. El 17 d'abril de 2009, Peter Sunde, Fredrik Neij, Gottfrid Svartholm i Carl Lundström van ser declarats culpables d' assistència a la infracció dels drets d'autor i van ser condemnats a un any de presó i al pagament d'una multa de 30 milions de corones sueques (aproximadament 4,2 milions de dòlars, 2,8 £). milions de lliures esterlines, o 3,1 milions d'euros), després d'un judici de nou dies. Els acusats van recórrer la sentència i van acusar el jutge de cedir a la pressió política. El 26 de novembre de 2010, un tribunal d'apel·lació suec va confirmar el veredicte, reduint les penes de presó originals però augmentant la multa a 46 milions de corones. El 17 de maig de 2010, a causa d'una ordre judicial contra el seu proveïdor d'ample de banda, el lloc es va deixar fora de línia. Més tard es va restaurar l'accés al lloc web amb un missatge que es burlava de l'exigència a la seva portada. El 23 de juny de 2010, el grup Piratbyrån es va dissoldre a causa de la mort d'Ibi Kopimi Botani, membre destacat i cofundador del grup.
The Pirate Bay va ser allotjat durant diversos anys per PRQ, una empresa amb seu a Suècia, propietat dels creadors de TPB Gottfrid Svartholm i Fredrik Neij. Es diu que PRQ proporciona "serveis d'allotjament molt segurs i sense preguntes als seus clients". Des de maig de 2011, Serious Tubes Networks va començar a proporcionar connectivitat de xarxa a The Pirate Bay. El maig de 2012, com a part del recentment inaugurat "Informe de transparència", la companyia va informar de més de 6.000 sol·licituds formals per eliminar els enllaços de Pirate Bay de l'índex de la Cerca de Google; aquestes sol·licituds cobrien més de 80.500 URL, i els cinc titulars dels drets d'autor tenien la majoria de sol·licituds que consistien en: Froytal Services LLC, Bang Bros., Takedown Piracy LLC, Amateur Teen Kingdom i International Federation of the Phonographic Industry (IFPI). El 10 d'agost de 2013, The Pirate Bay va anunciar el llançament de PirateBrowser, un navegador web gratuït utilitzat per eludir la censura d'Internet. El lloc va ser el directori de torrents més visitat a la World Wide Web des del 2003 fins al novembre del 2014, quan KickassTorrents va tenir més visitants segons Alexa. El 8 de desembre de 2014, Google va eliminar la majoria de les aplicacions de Google Play de la seva botiga d'aplicacions que tenien "The Pirate Bay" al títol.
El 9 de desembre de 2014, la policia sueca va assaltar The Pirate Bay, que va confiscar servidors, ordinadors i altres equips. Diversos altres llocs relacionats amb torrents, inclosos EZTV, Zoink, Torrage i el rastrejador d'Istole també van ser tancats a més del fòrum Suprbay.org de The Pirate Bay. El segon dia després de l'atac, es va informar que EZTV mostrava "senyals de vida" amb càrregues a ExtraTorrent i KickassTorrents i suportava llocs de proxy com eztv-proxy.net a través de les adreces IP del backend del lloc web principal. Durant els dies següents es van connectar diverses còpies de The Pirate Bay, sobretot oldpiratebay.org, creat per isoHunt.
El 19 de maig de 2015, es va ordenar la confiscació del domini .se de The Pirate Bay arran d'una decisió d'un tribunal suec. El lloc va reaccionar afegint sis nous dominis al seu lloc. La sentència va ser apel·lada el 26 de maig de 2015. El 12 de maig de 2016, el recurs va ser desestimat i el Tribunal va dictaminar que els dominis fossin lliurats a l'estat suec. El lloc va tornar a utilitzar el seu domini original.org el maig de 2016. L'agost de 2016, el govern dels EUA va tancar KickassTorrents, la qual cosa va fer que The Pirate Bay tornés a ser el lloc web de BitTorrent més visitat.

## Lloc web

### Contingut
The Pirate Bay permet als usuaris cercar enllaços Magnet. S'utilitzen per fer referència als recursos disponibles per a la baixada mitjançant xarxes peer-to-peer que, quan s'obren en un client BitTorrent, comencen a descarregar el contingut desitjat. Originalment, The Pirate Bay permetia als usuaris descarregar fitxers BitTorrent (torrents), petits fitxers que contenen metadades necessàries per descarregar els fitxers de dades d'altres usuaris. Els torrents s'organitzen en categories: "Àudio", "Vídeo", "Aplicacions", "Jocs", "Porno" i "Altres". El registre requereix una adreça de correu electrònic i és gratuït; els usuaris registrats poden carregar els seus propis torrents i comentar-los.TorrentFreak, el 44% de les pujades eren programes de televisió i pel·lícules, el porno va ocupar el segon lloc amb un 35% de les pujades i l'àudio va representar el 9% de les pujades. El registre per a usuaris nous es va tancar el maig de 2019 arran de problemes amb la càrrega de torrents de programari maliciós.
El lloc web inclou una funció de navegació que permet als usuaris veure què hi ha disponible en categories àmplies com àudio, vídeo i jocs, així com subcategories com llibres d'àudio, pel·lícules d'alta resolució i còmics. Des del gener de 2012, també inclou una categoria "Físibles" per a objectes imprimibles en 3D. El contingut d'aquestes categories es pot ordenar per nom de fitxer, el nombre de sembradors o leechers, la data de publicació, etc.
Piratbyrån va descriure The Pirate Bay com un projecte d'art escènic de llarga durada. Normalment, la portada de The Pirate Bay mostrava un dibuix d'un vaixell pirata amb el logotip de la campanya d'infracció dels drets d'autor dels anys vuitanta, "Home Taping Is Killing Music", a les seves veles en lloc del símbol de Jolly Roger associat habitualment. amb vaixells pirates.

## Problemes legals

### Batuda policial de 2006
Prop de les 11 del matí del 31 de maig de 2006, aproximadament 50 membres de la Policia Nacional Criminal Sueca van fer una batuda en un centre de dades de Rix|Port80, entre uns altres, que allotjaven els servidors de "The Pirate Bay". Allà, van confiscar tots els seus servidors al·legant que emmagatzemaven continguts il·legals. Tres persones de 22, 24 i 28 anys van ser arrestades a la batuda; pel que sembla, els tres administradors de "The Pirate Bay" van ser alliberats aquesta mateixa tarda.
Alguns servidors no relacionats amb The Pirate Bay —però sí amb Piratbyrån i un altre lloc company de compartició de fitxers anomenat Swebits— també van ser confiscats per la policia. Hi ha hagut queixes d'altres clients els servidors dels quals també han estat confiscats, presumptament sense cap raó.
En protesta per la confiscació, 600 persones es van manifestar en resposta a la crida de les organitzacions pro- P2P sueques als carrers d'Estocolm i Goteborg. Aquestes manifestacions van ser en el seu moment les més grans marxes en defensa del P2P.
No és clar el perquè d'aquesta batuda. No obstant això la televisió sueca ha comentat que podria haver-se degut a pressions del govern nord-americà. En tot cas, un dels efectes d'aquesta operació va ser augmentar l'afiliació del Partit Pirata, que es va posicionar fermament contra aquesta.
Després del tancament, The Pirate Bay va mostrar un missatge avisant sobre els problemes legals que estan patint i oferint informació a la comunitat. S'hi confirmava que la policia, en possessió d'ordres judicials, va confiscar els servidors al·legant un delicte contra la Llei de Propietat Intel·lectual. La pàgina web també es queixava de la confiscació del lloc web no comercial i ja sense cap afiliació amb "The Pirate Bay" de Piratbyrån. El 2 de juny, després d'haver fet una còpia de tots els seus discos durs per a la seva posterior investigació, la web va tornar a ser accessible.

### Judici
El 2 de març la fiscalia sueca va demanar un any de presó per als quatre amos de la web. Els involucrats, acusats de pirateria i violació dels drets d'autor, haurien obtingut guanys equivalents a 8 milions de dòlars.
El 17 d'abril del 2009, es va celebrar un judici contra els quatre responsables de The Pirate Bay, en el qual se'ls va declarar culpables i se'ls va imposar un any de presó i una multa de $905.000 a cadascun ($3.620.000 en total).
El cas de Gottfrid Svartholm té relació directa amb The Pirate Bay. Svartholm juntament amb els seus tres companys fundadors de la famosa pàgina van ser condemnats a un any de presó el 2009 i al pagament de 3,6 milions de dòlars a diverses companyies de la indústria de l'entreteniment per violació dels drets d'autor.
Tot i això, el 23 d'abril del 2009 es va manifestar que el judici podria haver estat declarat nul en considerar-se injust, parcial i no independent per a The Pirate Bay, atès que el jutge pertany a diverses associacions i organitzacions pro drets d'autor com l'Associació Sueca de drets d'autor (SFU).
El setembre del 2012 Gottfrid Svartholm, llavors de 27 anys, un dels fundadors de The Pirate Bay, segons informa la policia sueca, seria deportat a Suècia on s'enfrontaria a penes de presó.
Es donaria llum verda a l'acció tan bon punt el ministre de Relacions Exteriors del país aprovés la mesura. La detenció va tenir lloc després de la petició de les autoritats de Suècia a les autoritats a Cambodja.
Gottfrid Svartholm va ser detingut el dijous 30 d'agost del 2012 a la casa que llogava a Phnom Penh.
Segons Kirth Chanharith, portaveu de la policia: "Se'l deportarà sobre la base de la nostra llei d'immigració. L'únic que sabem ara mateix és que serà deportat a Suècia."
Gottfrid Svartholm al·legaria problemes de salut apel·lant el veredicte, encara que deixaria Suècia abans de la resolució. Finalment, el govern suec va emetre una ordre d'arrest internacional sobre Svartholm al gener. El 2012 i després de més de sis mesos, el futur d'un dels fundadors de The Pirate Bay semblava destinat a complir l'any de presó i els 1,1 milions de dòlars de multa que hi van recaure. Van ser sentenciats a presó i l'últim alliberat va ser Neij de la presó a Skänninge, Suècia, el primer de juny de 2015, després de completar dues terceres parts de la seva sentència de 10 mesos a la presó.

### Altres
El dia 17 de maig de 2010, un jutge alemany va ordenar al proveïdor d'accés tallar el servei al portal d'intercanvi d'arxius, sent a partir de llavors inaccessible, ja que les empreses Disney Enterprises, Paramount Pictures, Sony Pictures, Twentieth Century Fox, Universal Studios i Warner Bros van començar a amenaçar CB3ROB LTD, i la seva subsidiària que proveeix serveis d'ISP, CyberBunker, perquè deixés d'allotjar The Pirate Bay o prendrien accions legals. La cort regional d'Hamburg ha donat un primer error a favor de les distribuïdores de cinema dient que CB3ROB té prohibit connectar TPB i els seus servidors a Internet. Sven Olaf Kamphuis, CEO de CB3ROB, va decidir tancar el flux a The Pirate Bay en allò que els seus advocats veien el tema amb calma. l'endemà el lloc va canviar d'ISP i va tornar a estar disponible, situació que es manté fins avui.
El 18 de desembre de 2013, l'Institut Nacional de Defensa de la Competència i de la Protecció de la Propietat Intel·lectual (Indecopi) ordena a la Xarxa Científica Peruana suspendre el domini thepiratebay.pe sota advertència d'imposar-li una multa de fins a 180 UIT (666 mil sols) si és que no ho fa.
El dia 24 d'agost de 2009, les autoritats sueques van obligar a l'ISP Black Internet a desconnectar The Pirate Bay, però el lloc va canviar de servidor i va seguir en línia.

## Bloquejos

### Irlanda
Al gener de 2009, Eir, el major ISP d'Irlanda, va ser portat a judici pels quatre grans segells discogràfics, EMI, Sony, Universal Music Group i Warner Music Group perquè monitoritzés i detectés activitat il·legal en compartir fitxers. Després de vuit dies de judici, les parts van arribar a un acord per introduir una política de "3 avisos" per desconnectar els clients involucrats en infraccions de copyright. La Irish Recorded Music Association va continuar negociant amb altres ISPs per arribar a un acord similar. El 21 de febrer de 2009, Eircom va declarar que l'accés a The Pirate Bay seria bloquejat completament aviat,  però va rectificar aquestes declaracions el 24 de febrer de 2009 dient que no bloquejarien l'accés a The Pirate Bay sense una ordre judicial. Després d'una demanda judicial en què Eir no es va defensar, un jutjat va ordenar el bloqueig a The Pirate Bay, que va entrar en vigor l'1 de setembre de 2009. Altres ISP irlandesos, com UPC i BT, no van cedir a les demandes de les discogràfiques.

### Alemanya
El 13 de maig del 2010 segons un comunicat de la Motion Picture Association (MPA), la cort del districte d'Hamburg va ordenar el bloqueig de la pàgina The Pirate Bay, tallant l'accés a Internet a les empreses CB3Rob Ltd & Co KG (CyberBunker), i al seu operador Sven Olaf Kamphuis. En cas de no complir l'ordre serien sancionats amb una multa de fins a 250.000€ per cada violació i fins i tot 2 anys de presó per als operadors de Cyberbunker. La demanda va ser presentada per les empreses afiliades a la MPA.

### Dinamarca
El 26 de novembre del 2008 l'alt tribunal de Dinamarca va confirmar la condemna apel·lada el 29 de gener del 2008 per l'ISP Telenor (Sonofon A/S), pel qual es va bloquejar l'accés al servidor The Pirate Bay.
A causa de l'evidència de la Cort Superior del Districte Oriental altres ISP Danesos com Fullrate també han decidit bloquejar de manera cautelar l'accés.

### Suècia
El 9 de desembre del 2014 els servidors van tornar a ser retirats en una batuda protagonitzada per la unitat de delictes contra la propietat intel·lectual de la policia sueca. Aquesta acció es va perpetrar contra l'organització i va deixar caiguda a nivell mundial la pàgina www.thepiratebay.la.
L'1 de febrer de 2015 el lloc torna a estar funcional i en línia. S'informa que la pèrdua d'informació va ser mínima, ja que els torrents més recents pertanyen a la data 9 de desembre de 2014, mateixa data en què el lloc va ser donat de baixa.

### Espanya
El divendres 27 de març de 2015, el Jutjat Central Contenciós Administratiu núm. 5 de Madrid (Espanya) va ordenar als proveïdors de serveis d'accés a la xarxa la suspensió i va bloquejar de ThePirateBay a Espanya en un termini de 72 hores. Anteriorment, després d'una batuda policial al mes de desembre va quedar inaccessible. La xarxa va tornar a prestar els seus serveis a principis del 2015.
Al juny de 2014 es va iniciar un procediment contra aquest lloc mitjançant l'establiment d'un termini de 2 dies per a la retirada dels continguts subjectes a drets d'autor o a la seva inhabilitació. ThePirateBay va incomplir el termini, tenint com a conseqüència la suspensió de l'accés al lloc web mitjançant els proveïdors d'Internet espanyols, mesura que afecta els cercadors.
The PirateBay va ser oficialment el primer lloc web tancat a Espanya per conseqüència de la Llei Sinde.